# Strobilanthes lupulina
Strobilanthes lupulina är en akantusväxtart som beskrevs av T. Anders.. Strobilanthes lupulina ingår i släktet Strobilanthes och familjen akantusväxter. Inga underarter finns listade i Catalogue of Life.